# Beuerbach (Weil)
Beuerbach ist ein Gemeindeteil von Weil im oberbayerischen Landkreis Landsberg am Lech.

## Lage
Das Pfarrdorf liegt auf freier Flur, circa drei Kilometer nördlich von Weil. 500 m südwestlich entspringt der Beuerbach. Er durchfließt den Ort und mündet nach einigen Kilometern in den Verlorenen Bach.

## Geschichte
Der Ort wird erstmals 1055 im Breviarium Gotscalchi des Klosters Benediktbeuern genannt. Dem Kloster gehörte er bis zur Säkularisation im Jahr 1802.
Beuerbach bildete seit den Gemeindeedikten Anfang des 19. Jahrhunderts eine selbstständige Gemeinde mit dem Weiler Adelshausen und den Einöden Mangmühle, Wolfmühle und Zellhof. Im Zuge der Gebietsreform wurde diese 1972 nach Weil eingegliedert.

## Sehenswürdigkeiten
- Katholische Pfarrkirche Sankt Benedikt

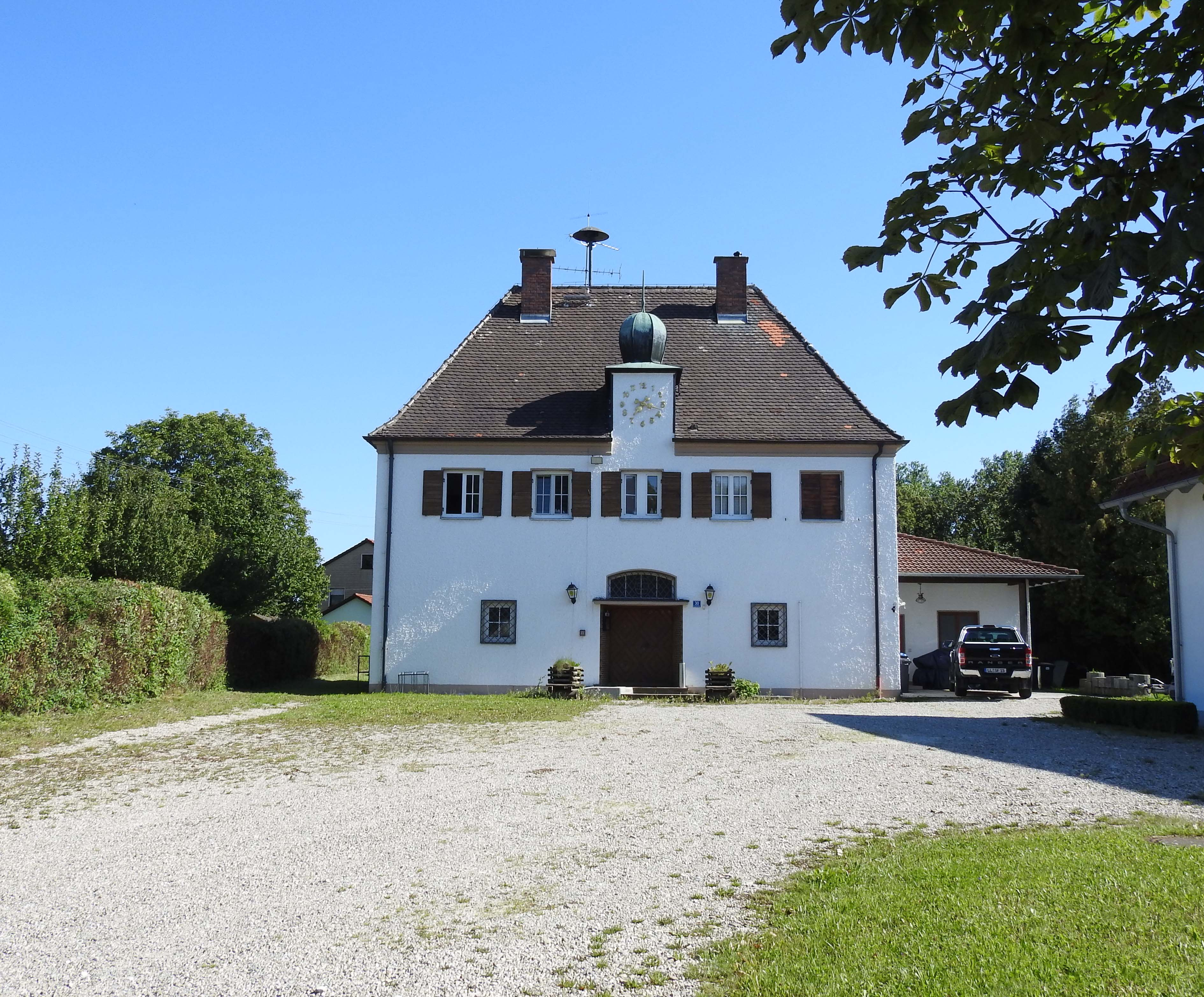
Ehemalige Schule in Beuerbach

Siehe auch Liste der Baudenkmäler in Beuerbach

## Bodendenkmäler
Siehe: Liste der Bodendenkmäler in Weil (Oberbayern)